# Маловоди
Малово́ди — село в Україні, у Золотниківській сільській громаді Тернопільського району Тернопільської області. Адміністративний центр колишньої Маловодівської сільської ради (до вересня 2015 року). Від вересня 2015 року ввійшло у склад Золотниківської сільської громади. До Маловодів приєднано хутір Антонівка.
Поштове відділення — Семиківське. Населення — 275 осіб (2001).

## Історія
Перша писемна згадка — 1785.
1915 у Маловодах стояв 2-й курінь УСС, деякий час розташовувалася Пресова кватира УСС.
1 серпня 1934 р. внаслідок адміністративної реформи село включене до новоствореної у Підгаєцькому повіті об'єднаної сільської гміни Семиківці.
Після Другої світової війни тут поселилися переселенці з Лемківщини.
12 червня 2020 року, відповідно до розпорядження Кабінету Міністрів України № 724-р «Про визначення адміністративних центрів та затвердження територій територіальних громад Тернопільської області» увійшло до складу Золотниківської сільської громади.
19 липня 2020 року, в результаті адміністративно-територіальної реформи та ліквідації Теребовлянського району, село увійшло до складу Тернопільського району.

## Політика

### Парламентські вибори, 2019
На позачергових парламентських виборах 2019 року у селі функціонувала окрема виборча дільниця № 610848, розташована у приміщенні будинку культури.
Результати
- зареєстровано 156 виборців, явка 78,85%, найбільше голосів віддано за Всеукраїнське об'єднання «Батьківщина» — 28,69%, за «Слугу народу» — 25,41%, за Радикальну партію Олега Ляшка — 12,30%.[4] В одномандатному окрузі найбільше голосів отримав Микола Люшняк (самовисування) — 45,90%, за Володимира Бліхаря (Всеукраїнське об'єднання «Батьківщина») — 22,95%, за Ігоря Сопеля (Слуга народу) — 10,66%[5].

## Населення

### Мова
Розподіл населення за рідною мовою за даними перепису 2001 року:
| Мова       | Кількість | Відсоток |
| ---------- | --------- | -------- |
| українська | 275       | 100%     |

## Релігія
- церква Різдва Пресвятої Богородиці (1991),
- будинок молитви ХВЄ (2004).

## Соціальна сфера
Діють загальноосвітня школа І-II ступенів, Будинок культури, бібліотека, ФАП.

## Відомі люди
У Маловодах народився професор М. Ріпка.

## Галерея

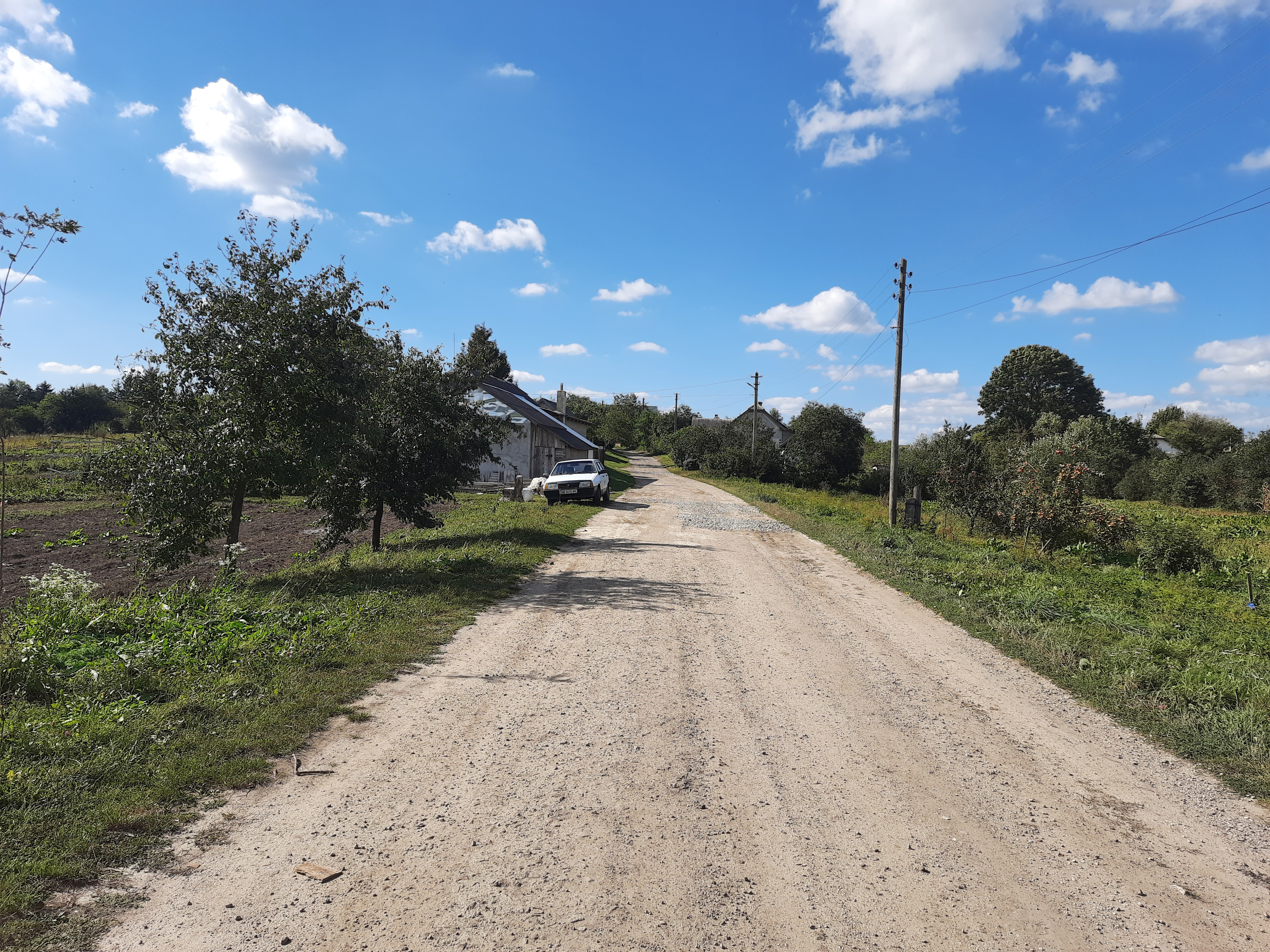
В'їзд у село
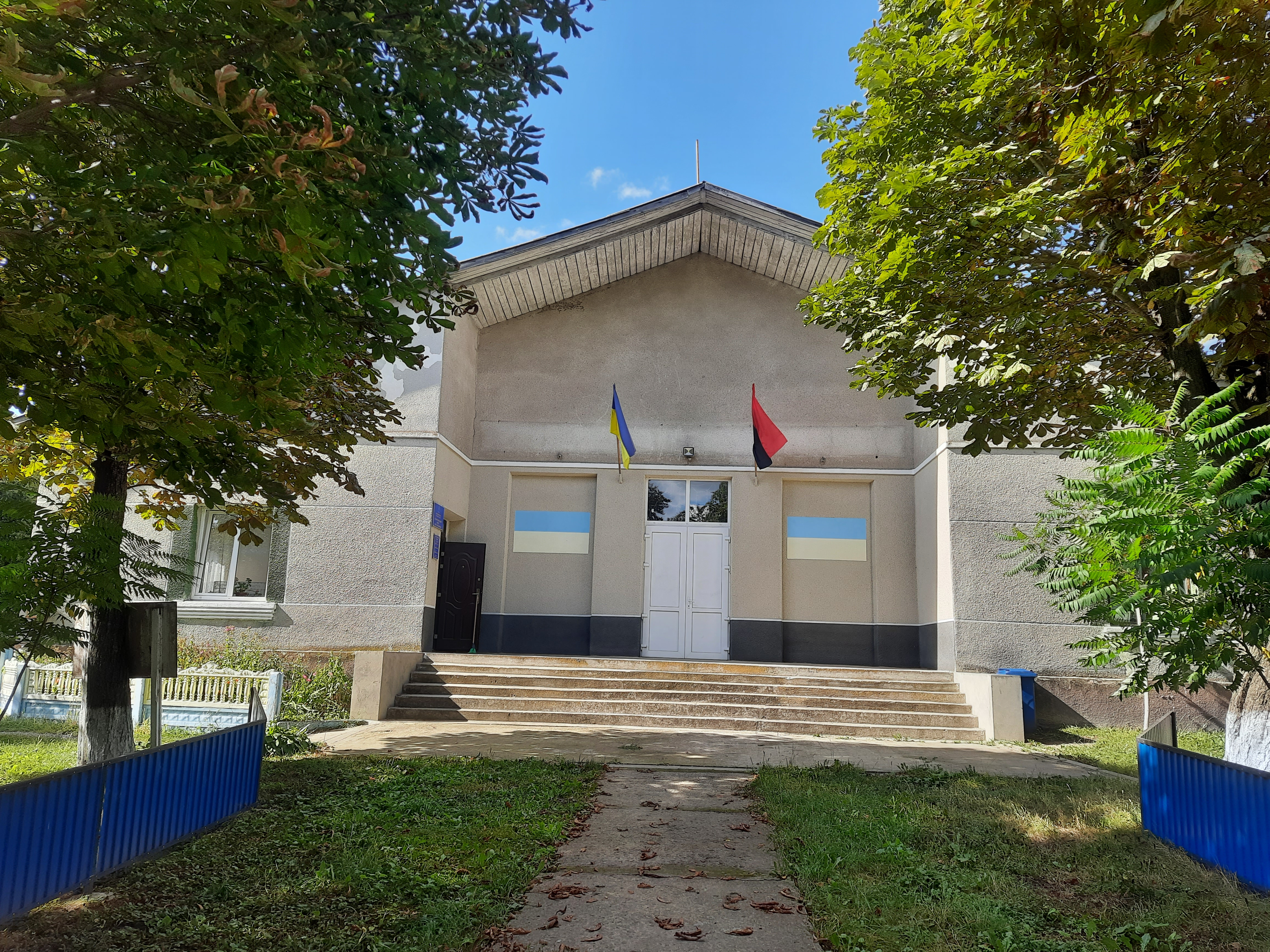
Клуб
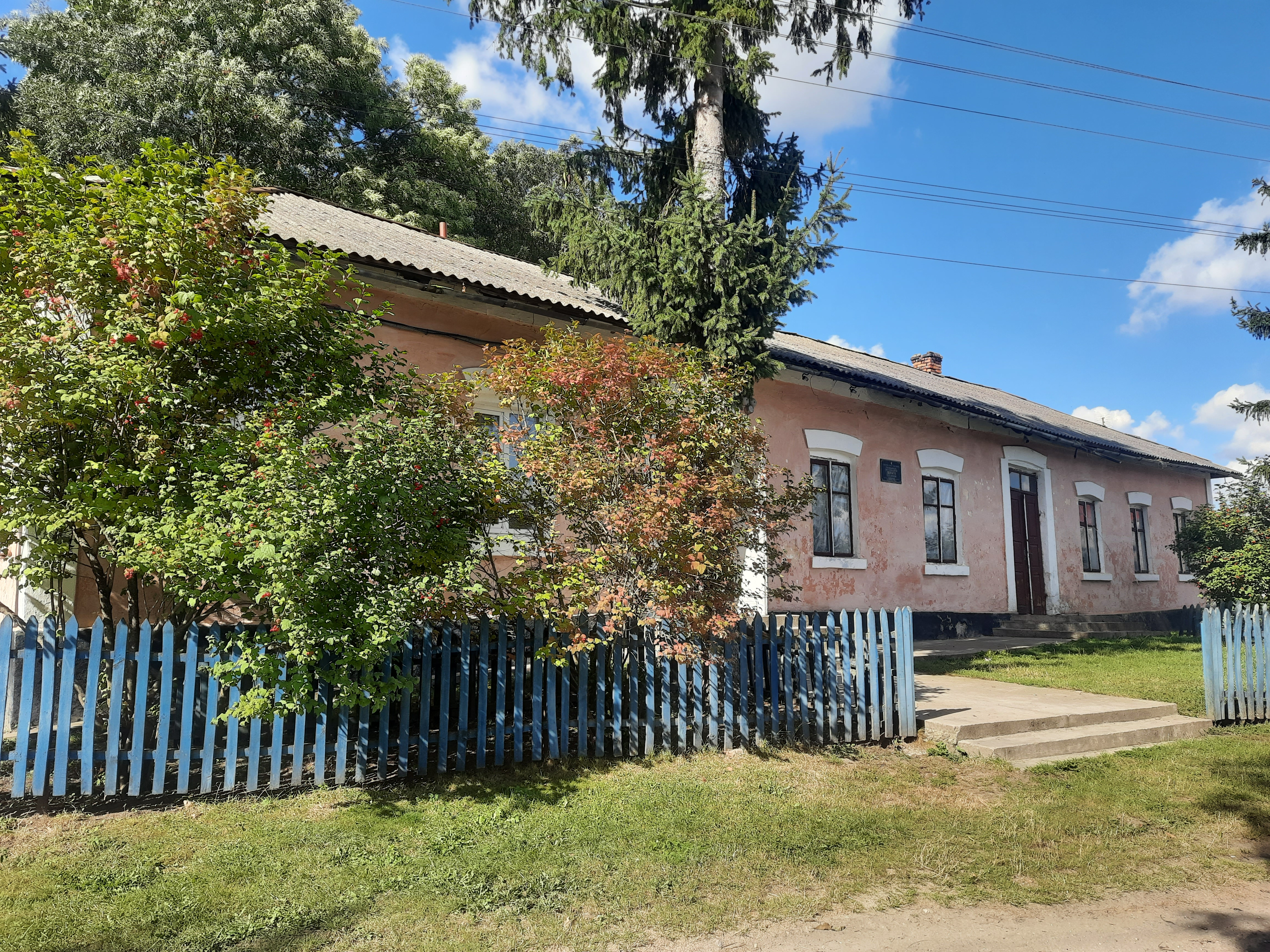
Школа
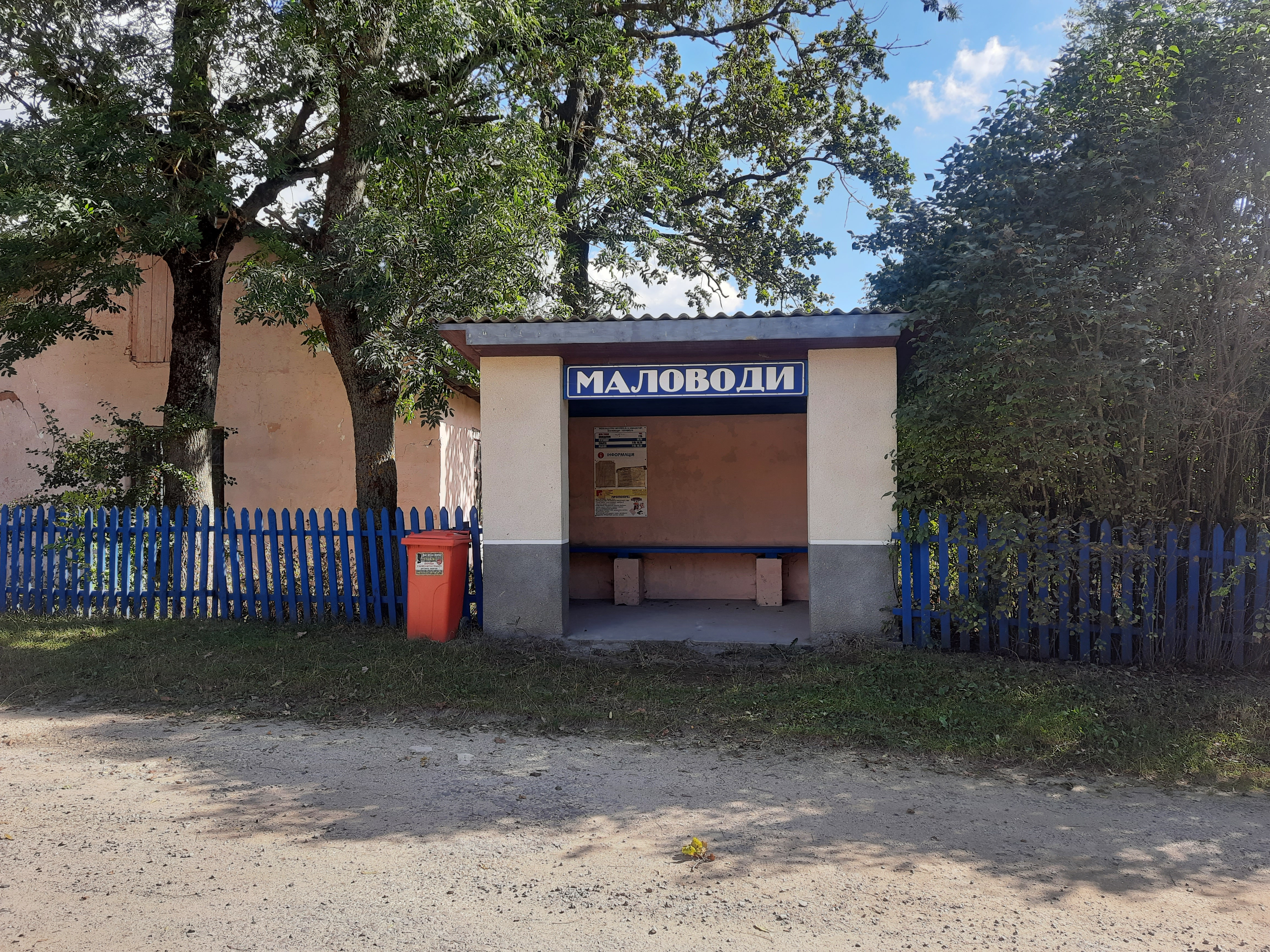
Автобусна зупинка
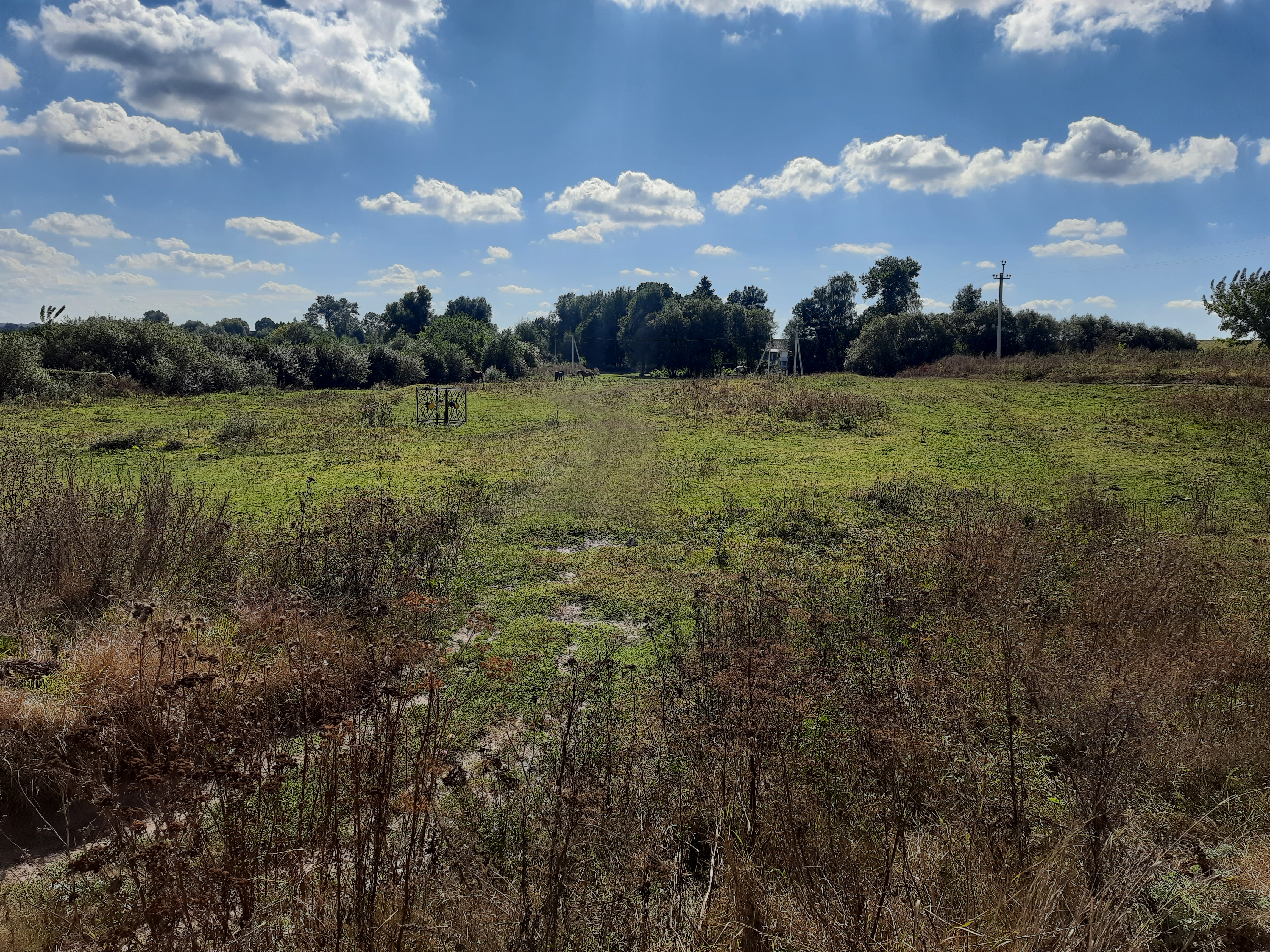
Околиця села